# 何庭歡
何庭歡（1988年10月29日—），臺灣新聞主播，畢業於國立臺灣師範大學社會教育系，曾任台視新聞兼任主播、記者。曾任韓國瑜競選總部發言人。
2020年4月6日～2021年7月29日於老東家中廣新聞網主持《生活有夠歡》節目。
2021年8月赴美國加州南加州大學研究所就讀。

## 學歷
- 國立臺灣師範大學社會教育學系（2011年畢業）
- 國立臺灣師範大學附屬高級中學（2007年畢業）
- 臺北市立大安國民中學（2004年畢業）
- 臺北市文山區力行國民小學（2001年畢業）

## 經歷
- 中廣新聞網記者、節目助理（2011～2015）；《生活有夠歡》節目主持人（2020.4～2021.7）
- 台視新聞兼任主播記者（2015.7～2019.8）
- 2020年中華民國總統選舉國民黨候選人韓國瑜陣營發言人
- NEWS98節目主持人

## 外部連結
- 何庭歡的Facebook專頁